# Лазар Вркатић
Лазар Вркатић (Беркасово, 12. фебруар 1960 — Делиград, 31. мај 2007) био је српски филозоф. Оснивач је Факултета за правне и пословне студије, која постаје прва акредитована приватна високошколска установа у Србији.

## Биографија
Рођен је 12. фебруара 1960. године у Беркасову. Основно и средње образовање завршава у Сремској Каменици и Новом Саду, после којег уписује студије филозофије и социологије на Филозофском факултету Универзитета у Новом Саду. Диплому стиче 1982. године као први студент у генерацији. Потом на Правном факултету уписује постдипломске студије које успешно завршава одбраном магистарског рада са темом „Хегелова филозофија државе”.
На Правном факултету, такође, године 1994. брани докторску дисертацију на тему „Природно право и позитивисање права” и стиче звање доктора наука. Две године касније (1996) успешно брани другу докторску дисертацију, овога пута на свом матичном Филозофском факултету на тему „Појам бога у Хегеловој филозофији” и стиче још једну титулу доктора наука.
На Филозофском и Правном факултету Универзитета у Новом Саду предавао је дуги низ година, напослетку у звању ванредног професора. Био је и члан више стручних и експертских комисија Скупштине АП Војводине, као и бројних тела Универзитета у Новом Саду. Осим тога, био је члан Управног одбора Матице српске и секретар Секције за филозофију и право.
Преминуо је 31. маја 2007. године у саобраћајној незгоди на ауто-путу Београд—Ниш, код Делиграда. Према наводима нишке Полицијске управе, Вркатић је, возећи великом брзином своје возило марке Jaguar, барских регистарских таблица, слетео са коловоза.

## Дела
Поред бројних чланака и расправа објављених у домаћим и страним научним часописима, објавио је монографије из историје, филозофије права, практичке филозофије и филозофије религије, међу којима се истичу:
- Филозофска објава Бога
- Онтологијски став филозофије права
- О конзервативним политичким идејама
- Ненаучна лекција
- Предавања из практичне филозофије
- Појам и биће српске нације